# SemanticGov
SemanticGov war ein EU-gefördertes Projekt eines internationalen Konsortiums bestehend aus zwölf Organisationen (Unternehmen und Forschungseinrichtungen) aus sieben Ländern, das zum Ziel hatte, die öffentliche Administration der Europäischen Union mithilfe von Semantic Web Services zu verbessern. 
Dabei ging es vor allem darum, sowohl nationale als auch internationale administrative Angelegenheiten wie Behördengänge für den Bürger zu vereinfachen. Des Weiteren sollte die zwischenbehördliche Zusammenarbeit erleichtert und verbessert werden. SemanticGov benutzte dazu Wissen aus dem Bereich rund um Semantic Web und Semantic Web Services. Der Startschuss für das Projekt erfolgte am 1. Januar 2006; die Laufzeit betrug 40 Monate. Das Budget umfasste 4.375.000,00 €, wovon die EU 2.720.000,00 € finanzierte. Das Projekt endete am 30. April 2009.